# Rap Albums
Rap Albums (dawniej Top Rap Albums) – notowanie publikowane przez Billboard tworzone przez Nielsen SoundScan zestawiające albumy z gatunku rapu, hip-hopu oraz pochodnych. Lista została utworzona 13 października 2003, a pierwszym albumem, który zajął pierwsze miejsce był Unfinished Business Jaya-Z i R. Kelly'ego.

## Statystyki
Najdłużej utrzymujące się w tym zestawieniu albumy:
- 68 tygodni: Macklemore – The Heist
- 66 tygodni: Kendrick Lamar – Good Kid, M.A.A.D City
- 49 tygodni: Pitbull – Global Warming